# Gene Krupa
Eugene Bertram "Gene" Krupa, född 15 januari 1909 i Chicago, Illinois, död 16 oktober 1973 i Yonkers, New York, var en amerikansk jazz- och storbandstrumslagare, känd för sitt energiska och praktfulla trumspel.
Krupa föddes i Chicago som son till polska immigranter.
Krupa hann under sin professionella tid med att spela i ett antal kända band. Han började sin bana hos Red Nichols. Efter några år anslöt han sig till Benny Goodmans orkester där hans markerade spel gjorde honom till en riktig jazz-kändis. Efter fyra år hos Goodman startade han en egen orkester, som han ledde fram till 1943 då han först några månader åter spelade med Goodman och senare också hos Tommy Dorsey. 
Efter en kort tid hos Dorsey startade Krupa på nytt ett eget storband, som var ett av 1940-talets största dansband med upp till 40 musiker. Gradvis skar han ned antalet musiker och från 1951 och framåt ledde han en kvartett eller en trio. Vid de tillfällen då man arrangerade Jazz at the Philharmonics var han en av de trogna deltagarna.
Krupa hade under sin tid inflytande över hur trumset utvecklades och han hade också ett samarbete med den amerikanska cymbaltillverkaren Armand Zildjian och bidrog till utvecklingen av den så kallade hi-haten.